# Operacja „Agatha”

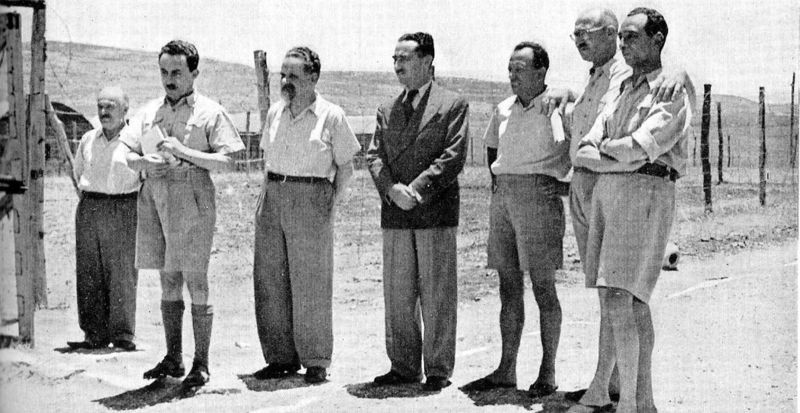
Syjonistyczny przywódcy po operacji „Agatha” przetrzymywani w Latrun, od lewej: Dawid Remez, Mosze Szaret, Icchak Grünbaum, Dow Josef, Szenkarski, Dawid Hakohen, Iser Harel

Operacja „Agatha” (nazywana też czarną sobotą/czarnym szabatem) – seria aresztowań przeprowadzonych przez władze Brytyjskiego Mandatu Palestyny w sobotę 29 czerwca 1946.
Brytyjczycy aresztowali 2700 Żydów w odpowiedzi na serię ataków przeprowadzonych przeciwko siłom mandatoryjnym przez działających wspólnie bojowników Hagany, Irgunu oraz Lechi. Znalezione w siedzibie Agencji Żydowskiej materiały, dotyczące żydowskich działań wywiadowczych na terenie państw arabskich, przewiezione zostały do siedziby wydziału kryminalnego w hotelu King David w Jerozolimie. Aresztowano licznych członków kierownictwa Agencji. Zamach na hotel King David w Jerozolimie 22 lipca 1946 uznawany jest w literaturze jako odwet za brytyjską operację „Agatha”. Po zakończeniu operacji uwolnieni zostali przetrzymywani przedstawiciele władz mandatoryjnych, zaś wysoki komisarz Palestyny, Alan Cunningham, skazał członków Irgunu na karę dożywotniego pozbawienia wolności.